# Liste der Einträge im National Register of Historic Places im Floyd County (Iowa)

Lage des Floyd County in Iowa

Die Liste der Einträge im National Register of Historic Places im Floyd County in Iowa führt die Bauwerke und historischen Stätten im Floyd County auf, die in das National Register of Historic Places aufgenommen wurden.

## Legende
| NRHP | Historic Place    |
| HD   | Historic District |

| [ 2 ] | Name                                                                        | Bild                                                                        | Eintragsdatum        | Lage                                                                                  | Ort                       | Beschreibung |
| ----- | --------------------------------------------------------------------------- | --------------------------------------------------------------------------- | -------------------- | ------------------------------------------------------------------------------------- | ------------------------- | --- |
| 1     | Brooks Round Barn                                                           |                                                                             | 1986 ID-Nr. 86001429 | 280th Street 42° 57′ 0″ N, 92° 35′ 4″ W                                               | westlich von Nashua       | 1914 errichtete Rundscheune |
| 2     | Central Park-North Main Street Historic District                            | Central Park-North Main Street Historic District                            | 1976 ID-Nr. 76000771 | North Main Street und North Jackson Street 43° 4′ 6″ N, 92° 40′ 43″ W                 | Charles City              | Aus 16 Gebäuden bestehendes Geschäftsviertel im Stadtzentrum                                                                        |
| 3     | Cook Farm                                                                   |                                                                             | 1979 ID-Nr. 79000895 | Old US Highway 218 43° 1′ 51″ N, 92° 38′ 41″ W                                        | südlich von Charles City  | Um 1855 errichtete Farm |
| 4     | A.B.C. Dodd House                                                           | A.B.C. Dodd House                                                           | 1978 ID-Nr. 78001220 | 310 3rd Avenue 43° 3′ 55″ N, 92° 40′ 6″ W                                             | Charles City              | 1910 im Stil der Prairie Houses errichtetes Wohnhaus                                                                                |
| 5     | Dr. Salsbury’s Laboratories, Main Office and Production Laboratory Building | Dr. Salsbury’s Laboratories, Main Office and Production Laboratory Building | 1996 ID-Nr. 96000235 | 500 Gilbert Street 43° 3′ 47″ N, 92° 40′ 44″ W                                        | Charles City              | 1933–1937 im Stil der Moderne errichtete Fabrik; heute Museum                                                                       |
| 6     | Floyd County Court House                                                    | Floyd County Court House                                                    | 2003 ID-Nr. 03000816 | 101 South Main Street 43° 3′ 56″ N, 92° 40′ 54″ W                                     | Charles City              | 1940 im Stil der Moderne errichtetes Justiz- und Verwaltungsgebäude des Floyd County                                                |
| 7     | Charles Walter Hart House                                                   | Charles Walter Hart House                                                   | 1980 ID-Nr. 80001450 | 800 3rd Avenue 43° 3′ 21″ N, 92° 39′ 35″ W                                            | Charles City              | 1913 im Arts and Crafts-Stil errichtetes Wohnhaus                                                                                   |
| 8     | Hawkeye Street Underpass                                                    |                                                                             | 1998 ID-Nr. 98000777 | Eisenbahnunterführung der South Hawkeye Avenue 43° 8′ 14,4″ N, 93° 0′ 34,3″ W         | Nora Springs              | 1889 errichtete steinerne Eisenbahnbrücke der damaligen Chicago, Rock Island and Pacific Railroad                                   |
| 9     | Lucius and Maria Clinton Lane House                                         | Lucius and Maria Clinton Lane House                                         | 1995 ID-Nr. 95000384 | 2379 Timber Avenue 43° 0′ 49″ N, 92° 40′ 22″ W                                        | Charles City              | 1866 im spätviktorianischen Stil errichtetes Wohnhaus                                                                               |
| 10    | Main Street Bridge                                                          | Main Street Bridge                                                          | 1999 ID-Nr. 99000311 | Brücke der Main Street über den Cedar River 43° 3′ 56,8″ N, 92° 40′ 49″ W             | Charles City              | 1909 errichtete dreiteilige Betonbogenbrücke                                                                                        |
| 11    | Marble Rock Bank                                                            |                                                                             | 1982 ID-Nr. 82000407 | 313 Bradford Street 42° 57′ 55″ N, 92° 52′ 2″ W                                       | Marble Rock               | 1885 errichtete Bank; heute Museum                                                                                                  |
| 12    | Alvin Miller House                                                          | Alvin Miller House                                                          | 1978 ID-Nr. 78001221 | 1107 Court Street 43° 4′ 5″ N, 92° 41′ 4″ W                                           | Charles City              | 1946 nach einem Entwurf des Architekten Frank Lloyd Wright im Usonia-Stil errichtetes Wohnhaus                                      |
| 13    | Charles Henry Parr House                                                    | Charles Henry Parr House                                                    | 1980 ID-Nr. 80001451 | 100 West Hulin Street 43° 4′ 23″ N, 92° 40′ 55″ W                                     | Charles City              | 1902 errichtetes Wohnhaus |
| 14    | River Street Bridge                                                         |                                                                             | 1998 ID-Nr. 98000778 | Brücke der River Street über einen Entwässerungskanal 42° 58′ 2″ N, 92° 52′ 5″ W      | Marble Rock               | 1912 errichtete Betonträgerbrücke; 2012 abgerissen und durch Erdaufschüttungen ersetzt, aber noch nicht aus dem Register gestrichen |
| 15    | Rockford Mill                                                               |                                                                             | 1983 ID-Nr. 83000358 | 4th Street Ecke Main Street am Ufer des Shell Rock River 42° 57′ 37″ N, 92° 56′ 31″ W | Rockford                  | 1871 errichtete Mühle; heute Wohnhaus                                                                                               |
| 16    | Sherman Nursery Company Historic District                                   | Sherman Nursery Company Historic District                                   | 2014 ID-Nr. 14000905 | 1300 Grove Street 43° 3′ 54″ N, 92° 41′ 16,4″ W                                       | Charles City              | |
| 17    | Spotts Round Barn                                                           |                                                                             | 1986 ID-Nr. 86001430 | IA 14 43° 3′ 40″ N, 92° 43′ 36″ W                                                     | westlich von Charles City | 1914 errichtete Rundscheune |
| 18    | Tyden Farm No. 6 Farmstead Historic District                                |                                                                             | 2009 ID-Nr. 09000401 | 1145 300th Street 42° 55′ 21,6″ N, 92° 59′ 43,8″ W                                    | östlich von Dougherty     | 1910 eingerichtete Farm |
| 19    | Wildwood Park Historic District                                             | Wildwood Park Historic District                                             | 1998 ID-Nr. 98001205 | 1 Wildwood Road 43° 3′ 46″ N, 92° 41′ 37″ W                                           | Charles City              | 1912 errichteter Park |

## Frühere Einträge
| [ 2 ] | Name              | Bild | Eintragsdatum        | Lage                                                                        | Ort          | Beschreibung |
| ----- | ----------------- | ---- | -------------------- | --------------------------------------------------------------------------- | ------------ | --- |
| 1     | Suspension Bridge |      | 1989 ID-Nr. 89001778 | Brücke der Clark Street über den Cedar River 43° 4′ 15,7″ N, 92° 41′ 6,7″ W | Charles City | im Jahr 1906 errichtete Hängebrücke, 2008 durch Hochwasser zerstört und ein Jahr später aus dem Register gestrichen; im Jahr 2010 Eröffnung einer neuen Brücke |